# 東恩納寬量

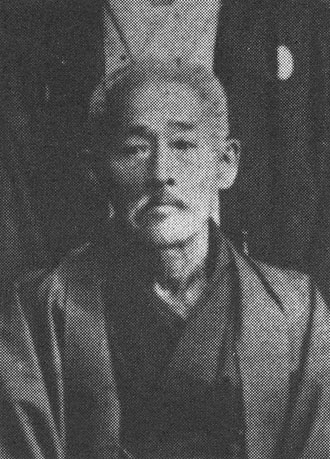
東恩納寬量（慎善熙）

東恩納寬量（琉球語：〔〕／  ?，日语：／ Higaonna Kanryō；1853年4月17日—1915年），唐名慎善熙（琉球語：〔〕／ ），名乘寬量，童名真牛，琉球那霸西村人，明治時期空手道代表人物之一，為那霸手中興之祖，也是剛柔流之祖。因為他的武藝過人，在青年時，曾有「唐手東恩納」的稱號。
琉球國時代他獲得筑登之親雲上的位階，稱為東恩納筑登之親雲上，日本吞併琉球後以東恩納寬量作為戶籍名。

## 生平
東恩納寛量生於那霸一個有士族身份的慎姓商人家族，為新參士族慎氏第11代孫。其父親東恩納寬用是木材商人，從慶良間群島用小船搬運木材到國頭，然後在那霸販賣。東恩納寬量在十歲左右跟隨父親做事，大約在1867年左右成為那霸手大師新垣世璋的徒弟，學習了3年唐手。
1870年，東恩納寬量以存留通事（現地翻譯官）的身份前往清朝的京師。1873年前往福州。經過新垣世璋的介紹，東恩納寬量拜湖城以禎為師繼續學習唐手，後又向一位被稱為「如如哥」（ルールーコウ）的中國武術家習武。
1881年返回琉球，當時琉球國已被日本吞併，改為沖繩縣。1896年，東恩納寬量搭乘小船，與向志禮（義村按司朝明）、向明良（小城按司朝真）、向明通等人前往福州，但中途因風飄至溫州府，被官員送至福州柔遠驛安置。其目的，一說目的與向志禮相同，也就是秘密前往清朝交涉，希望爭取琉球的自主權；一說是為了做生意，順便將向志禮秘密送至福州。東恩納寬量在福州期間，與脫清人武術家湖城以正、上地完文等都有切磋。
不久以後東恩納寬量回到沖繩，並且開設了道場。他的徒弟有向明德、許田重發、宮城長順、摩文仁賢和、比嘉世幸、遠山寬賢、城間真繁等人。1915年因哮喘逝世。
東恩納寬量對空手道的發展起著重要作用。其武術被徒弟發揚為各種門派，如許田重發的東恩流、摩文仁賢和的糸東流、千歲强直的千唐流等。